# Abu Bekir Szabanowicz
Abu Bekir Szabanowicz (biał. Абу Бэкір Юх’янавіч Шабановіч; ur. 22 listopada 1939 w rejonie iwiejskim) – białoruski duchowny muzułmański, od 2005 naczelny mufti Białorusi.
Urodził się na Kresach Wschodnich, gdzie w dzieciństwie uczęszczał do szkoły przy meczecie w Iwiu. Po ukończeniu studiów wyższych pracował jako nauczyciel historii i wychowania fizycznego, następnie był zatrudniony w Wydziale Ideologicznym Komitetu Obwodowego Komunistycznej Partii Białorusi w Mińsku. Był również dyrektorem szkoły średniej w Mińsku. Na przełomie lat 80. i 90. zaangażował się w odrodzeniowy ruch tatarski na Białorusi, będąc założycielem i przewodniczącym Białoruskiego Zjednoczenia Społecznego Tatarów "Zikr ul-Kitab"). W 2005 na VI Zjeździe Muzułmańskiego Zjednoczenia Religijnego Białorusi został obrany jego prezesem w randze naczelnego muftiego.